# Lake Sheppard
Der Lake Sheppard ist ein See in der Region Canterbury auf der Südinsel von Neuseeland.

## Geographie
Der Lake Sheppard befindet sich auf einer Höhe von 587 m zwischen dem östlichen und dem westlichen Teil des Lake Sumner Forest Park, rund 4 km südlich des Lake Sumner und rund 83 km nordnordwestlich von Christchurch. Der See, der nur durch einen bis zu rund 1 km breiten Bergrücken vom südwestlich liegenden Lake Taylor getrennt ist, besitzt eine Flächenausdehnung von rund 1,08 km². Seine Länge beträgt rund 2,8 km in Nordwest-Südost-Richtung und seine maximale Breit findet der See am südöstlichen Ende mit rund 1,05 km in Ost-West-Richtung.